# Atletico Baleares
Club Deportivo Atlético Baleares (catalansk: Club Esportiu Atlètic Balears) er et spansk fodboldhold med base i Palma, Mallorca, på De Baleariske Øer. Klubben blev grundlagt i 1920 og spiller i øjeblikket i Segunda División B - gruppe 1. Den har hjemmebane på Estadio Balear, som har en kapacitet på 6.000 pladser.